# Кафе «Шницель Парадиз»
«Кафе „Шницель Парадиз“» (нидерл. Het Schnitzelparadijs) — голландский комедийный фильм режиссёра Мартина Колховена. Стал самым кассовым фильмом в Нидерландах в 2005 году.

## Сюжет
Главный герой, Нордип, из семьи выходцев из Марокко, работает поваром в ресторане и влюбляется в Агнес, дочь менеджера. Ему придётся преодолеть не только предубеждения родителей возлюбленной, но и считаться с планами своего отца на его будущее.

## В ролях
- Ноа Валентин — Нордип
- Браха ван Дисбург — Агнес
- Франк Ламмерс — Виллем
- Мимун Оайясса — Мимоэн
- Тиго Гернандт — Горан
- Миха Хулсхоф — Сандер
- Мухаммед Чаара — Надир